# Карнак (Илиноис)
Карнак (енгл. Karnak) град је у америчкој савезној држави Илиноис.

## Демографија
По попису из 2010. године број становника је 499, што је 120 (-19,4%) становника мање него 2000. године.
| Група             | 2000.       | 2010.       |
| Белци             | 568 (91,8%) | 464 (93,0%) |
| Афроамериканци    | 34 (5,5%)   | 21 (4,2%)   |
| Азијати           | 1 (0,2%)    | 0 (0,0%)    |
| Хиспаноамериканци | 24 (3,9%)   | 10 (2,0%)   |
| Укупно            | 619         | 499         |